# Lophomyrtus
Lophomyrtus es un género de plantas de la familia Myrtaceae nativo de Nueva Zelanda.
Tiene tres especies de arbustos yo árboles pequeños, son conocidos por sus hojas color púrpura, chocolate, rojo o color bronce. Hay también especies de cultivo. 
Este género está relacionado con Lenwebbia, que también tiene cuatro pétalos y sin embargo hojas menos coloridas.

## Especies
- Lophomyrtus bullata
- Lophomyrtus bullobcordata
- Lophomyrtus ralphii